# Тавора
Тавора (порт. Távora) — район (фрегезия) в Португалии, входит в округ Визеу. Является составной частью муниципалитета Табуасу. По старому административному делению входил в провинцию Траз-уж-Монтиш и Алту-Дору. Входит в экономико-статистический субрегион Доуру, который входит в Северный регион. Население составляет 420 человек на 2001 год. Занимает площадь 6,98 км².